# ينغفي كارلسون
ينغفي كارلسون هو لاعب هوكي الجليد سويدي، ولد في 10 فبراير 1929 في السويد.

## وصلات خارجية
- ينغفي كارلسون على موقع EliteProspects.com (الإنجليزية)
- ينغفي كارلسون على موقع Eurohockey.com (الإنجليزية)